# Sezelhe
Sezelhe é uma povoação portuguesa do Município de Montalegre que foi sede da extinta Freguesia de Sezelhe, freguesia que tinha 12,81 km² de área e 142 habitantes (2011), e, por isso, uma densidade populacional de 11,1 hab/km².
A Freguesia de Sezelhe foi extinta (agregada) pela reorganização administrativa de 2012/2013, tendo o seu território sido agregado ao da Freguesia de Covelães para criar a União de Freguesias de Sezelhe e Covelães.

## População
| Número de habitantes | Número de habitantes | Número de habitantes | Número de habitantes | Número de habitantes | Número de habitantes | Número de habitantes | Número de habitantes | Número de habitantes | Número de habitantes | Número de habitantes | Número de habitantes | Número de habitantes | Número de habitantes | Número de habitantes |
| -------------------- | -------------------- | -------------------- | -------------------- | -------------------- | -------------------- | -------------------- | -------------------- | -------------------- | -------------------- | -------------------- | -------------------- | -------------------- | -------------------- | -------------------- |
| 1864                 | 1878                 | 1890                 | 1900                 | 1911                 | 1920                 | 1930                 | 1940                 | 1950                 | 1960                 | 1970                 | 1981                 | 1991                 | 2001                 | 2011                 |
| 880                  | 916                  | 997                  | 1 049                | 1 084                | 873                  | 964                  | 1 066                | 971                  | 1 055                | 827                  | 594                  | 509                  | 378                  | 294                  |

(Obs.: Número de habitantes "residentes", ou seja, que tinham a residência oficial neste concelho à data em que os censos  se realizaram.)

## Património
- Igreja Matriz de Sezelhe;
- Capela de São Martinho.